# 市役所前停留場 (愛媛県)
市役所前停留場（しやくしょまえていりゅうじょう）は、愛媛県松山市二番町四丁目にある伊予鉄道城南線の停留所である。停留所番号は21。
かつて停留所前に歩道橋があり、松山城をバックに路面電車の撮影ができたが、歩道橋は地下駐車場の工事が始まった1996年に撤去された。
また、当停留場の南側にある松山市役所前交差点は国道11号（国道33号重複）、ならびに国道56号の終点となっている。

## 歴史[2]
- 1911（明治44）年9月1日 - 松山電気軌道の榎前停留場として開業。
- 1921（大正10）年4月1日 - 伊予鉄道に併合。
- 1936（昭和11）年5月1日 - 複線化。
- 1944（昭和19）年 - 市役所前停留場に改称。
- 1953（昭和28）年 - 路線変更。
- 1996（平成8）年 - 歩道橋を撤去。

## 構造
上下線とも安全地帯付。

### のりば
| ホーム | 路線        | 行先                     |
| ------ | ----------- | ------------------------ |
| 西側   | ■2号線 環状 | 大街道・赤十字病院前方面 |
| 西側   | ■3号線      | 道後温泉行き             |
| 西側   | ■5号線      | 道後温泉行き             |
| 東側   | ■1号線 環状 | 松山市駅行き             |
| 東側   | ■3号線      | 松山市駅行き             |
| 東側   | ■5号線      | JR松山駅前行き           |

## 周辺
- 松山市役所
- 松山市役所地下駐車場
- 市営二番町駐車場
- 伊予銀行本店
- 日本銀行松山支店
- 松山家庭裁判所
- 松山市立番町小学校
- 朝日新聞松山支局
- 読売新聞松山支局
- 八股榎大明神（お袖狸）
- カトリック松山教会
- 伊予鉄バス・JR四国バス「市役所前」停留所

## 隣の停留場
伊予鉄道
環状線（■1号線・■2号線）・■3号線・■5号線
県庁前停留場 (20) - 市役所前停留場 (21) - 南堀端停留場 (02)